# Нагота в релігії

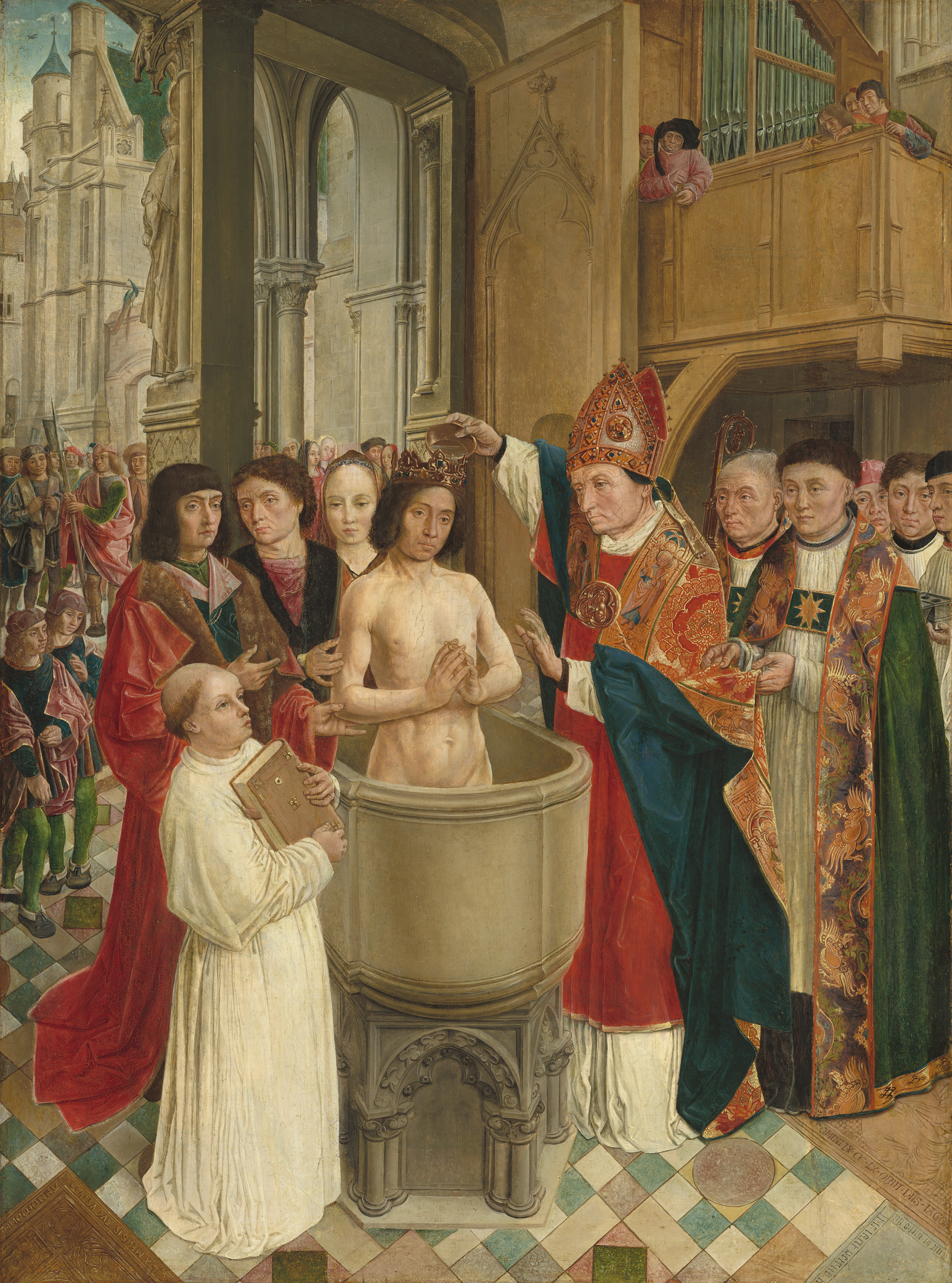
Хрещення Хлодвіга I (496)

Нагота в релігії пов'язана з релігійними переконаннями як основою сучасного ставлення та поведінки щодо наготи.

## Авраамічні релігії

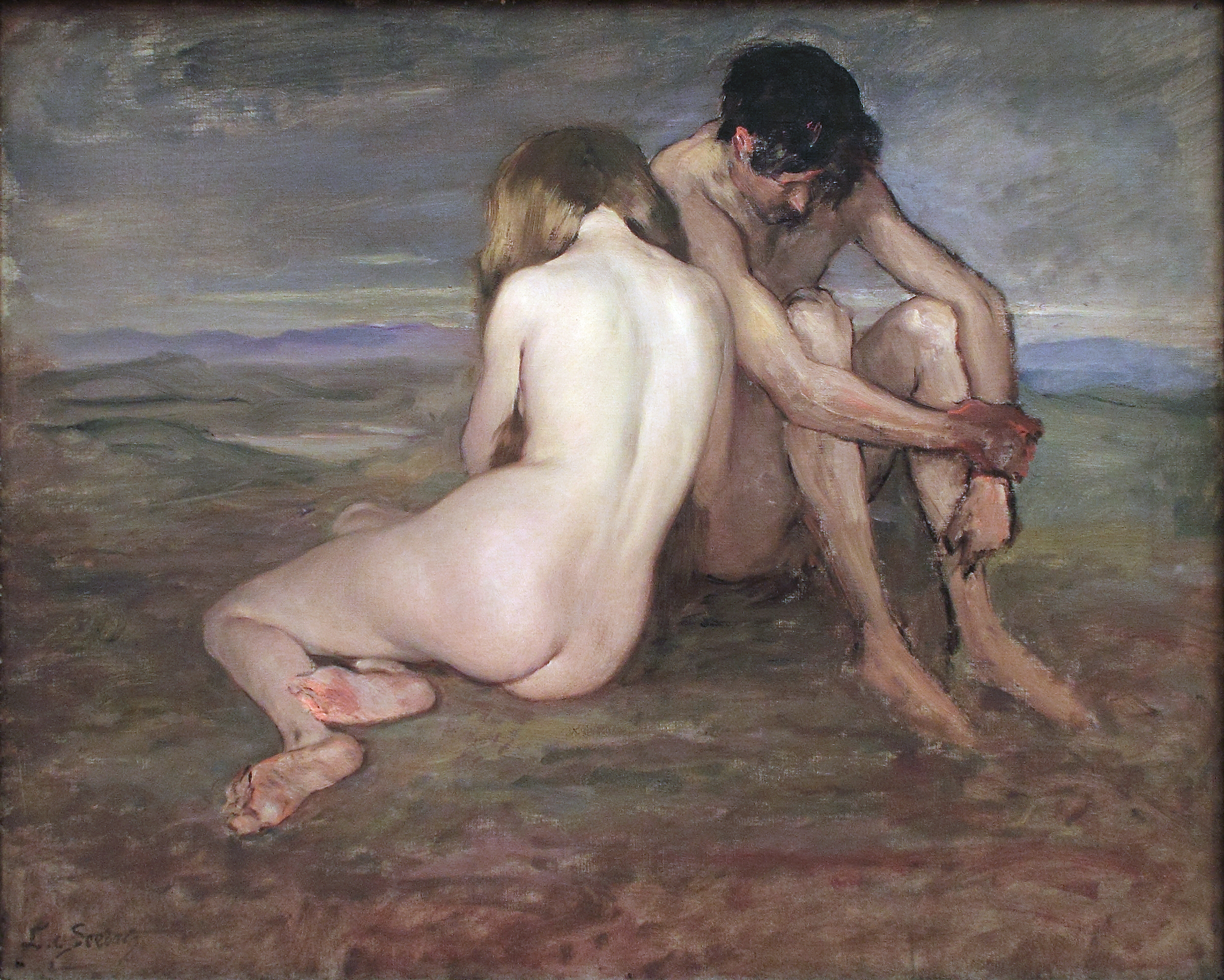
Адам і Єва

Авраамічні релігії юдаїзму, християнства та ісламу розповідають про створення книги Буття, в якій Адам і Єва не усвідомлювали своєї наготи, доки не з'їли заборонений плід з дерева пізнання добра і зла. Після цього вони соромляться і намагаються прикритися фіговим листям. Юдаїзм не поділяє християнського зв'язку наготи з первородним гріхом, аспектом, невід'ємним від доктрини спокути та спасіння. В ісламі сад знаходиться в раю, а не на землі. Це означає, що жінки та чоловіки повинні бути вкриті одягом, оскільки нагота має клеймо сорому. Кожна з цих релігій має своє власне унікальне розуміння того, чого має навчатися переказ історії про Адама та Єву.
У біблійній історії про Вірсавію та апокрифічній історії про Сусанну в тексті немає згадок про те, щоб звинуватити жінок. Незважаючи на те, дехто інтерпретував ці уривки, покладаючи в історіях провину за хіть з чоловіків на жінок, незважаючи на те, що жінки в цих історіях зображені як жертви, а не як агресорки. Навпаки, апокрифічна історія про Юдіф зображує жінку, яка публічно купається, щоб спокусити, а згодом обезголовити ворожого генерала Олоферна. Контраст історії Юдіф в її навмисних спробах звабити протиставляє дії Сусанни та Вірсавії, які стали жертвами чоловічого погляду.
Особливе занепокоєння як для ісламу, так і для ранніх християн, оскільки вони поширювали свій контроль над країнами, які раніше входили до складу Візантійської чи Римської імперій, викликав місцевий звичай публічного купання. У той час як християни були в основному стурбовані змішаним гендерним купанням, яке було звичайним явищем, іслам також забороняв оголення для жінок у компанії немусульманок. Загалом, римські лазні були пристосовані для поділу статей, і купальщики зберігали принаймні набедрену пов'язку, як у сучасній турецькій лазні.

### Юдаїзм
В юдаїзмі нагота є аспектом скромності тіла, який вважається дуже важливим у більшості соціальних і сімейних ситуацій. Ставлення до скромності різниться між різними рухами всередині іудаїзму, а також між спільнотами в кожному русі. У більш строгих (ортодоксальних) спільнотах скромність є аспектом цнюти, який, як правило, має детальні правила належної поведінки. Консервативний і реформаторський юдаїзм загалом пропагує цінності скромності, але не вважає суворі правила Цнюту обов'язковими, оскільки кожній людині дозволяється (принаймні в принципі) встановлювати власні стандарти. За винятком громади харедів, єврейські громади зазвичай прагнуть одягатися відповідно до стандартів суспільства, в якому вони перебувають.
Ортодоксальний єврейський закон (Галаха) чітко покладає на жінок відповідальність за збереження чесноти скромності (Цнют), покриваючи своє тіло, включаючи волосся. Для чоловіків оголеність обмежувалася оголенням пеніса, але не обмежувалася публічним показом, але й приватним. У пізню античність євреї з огидою ставилися до грецької та римської практики оголення та зображення богів чоловічої статі оголеними. У будь-якому релігійному контексті нагота чоловіків викликала більше занепокоєння, ніж нагота жінок, оскільки це була образа проти Бога. У повсякденній діяльності чоловіча нагота може бути необхідною, але її слід уникати. Жіноча нагота не була злочином проти Бога, а лише викликала сексуальні пристрасті чоловіків, тому приватна або лише жіноча нагота не була нескромністю.
Людина, яка входить в ритуальну лазню (мікву), робить це без одягу, без прикрас і навіть пов'язок.
Слід бути обережним, читаючи Біблію, де деякі посилання на наготу служать евфемізмом для інтимної сексуальної поведінки. Наприклад, в історії про Ноя можна побачити вагання двох синів Ноя, коли вони повинні були прикрити наготу свого батька, відводячи очі, після того, як молодший син Ноя «побачив наготу свого батька і сказав своїм двом братам надворі», що він зробив своєму батькові. Нагота також може бути метафорою порожніх рук, особливо в ситуаціях, коли очікується жертва або приношення Богу.

### Християнство

#### Основні християнські деномінації

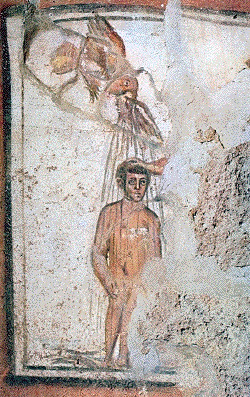
Зображення хрещення в ранньохристиянському мистецтві

У християнській Біблії є вірші, які обговорюють проблему наготи. До гріхопадіння людини «нагота була „дуже добре“ від початку, але її невинність була зіпсована гріхопадінням», концепція, викладена в Буття 1:31 і Буття 2:25. Буття 3:8–10, Об'явлення 3:18 і Об'явлення 16:15 говорять про те, що після гріхопадіння людини «відкрита нагота [стала] символом ганьби гріха». У Буття 3:7, Адам і Єва намагалися прикрити свою наготу, хоча їхня спроба була недостатньою для Бога, тому Бог належним чином одягнув людей у Буття 3:21. Вихід 20:26 і 28:42–43 пояснює, що Бог наказав людям прикривати тулуб і стегна.
Рання Церква відображала сучасне ставлення юдаїзму до наготи. Старий Завіт не позитивно ставиться до наготи. В Ісаї 20 Ісая ходить голим на знак сорому.
Перша зареєстрована літургія хрещення, записана святим Іполитом Римським у його Апостольській традиції, вимагала від чоловіків, жінок і дітей зняти весь одяг, включаючи всі сторонні предмети, такі як прикраси та застібки для волосся. Проте Лорі Гай стверджує, що повна нагота для кандидатів на хрещення (особливо жінок) не буде нормою. Він зазначає, що в певний час і в певних місцях кандидати могли бути повністю оголеними під час хрещення, але єврейське табу на жіночу наготу пом'якшило б широко поширену практику хрещення в оголеному вигляді.
Декілька святих, як-от кілька отців пустелі, а також Василь Юродивий, практикували наготу як форму аскетичної бідності.

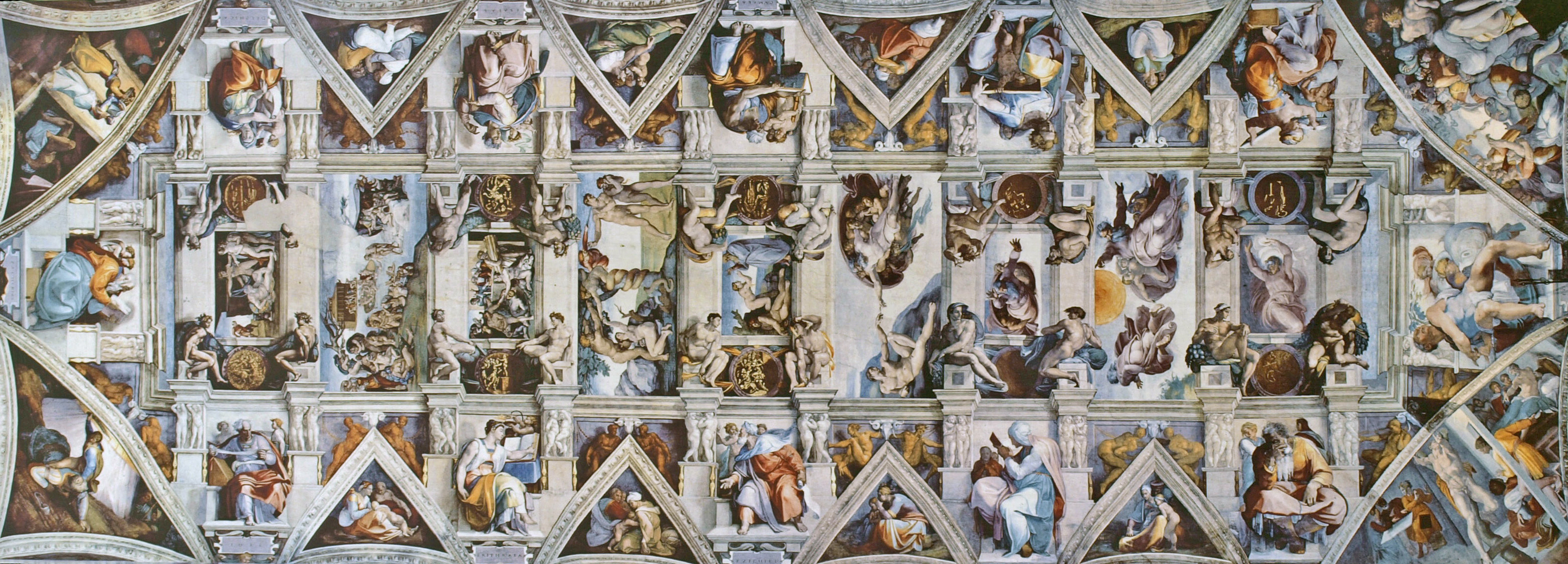
Стеля Сікстинської капели роботи Мікеланджело

Раннє християнське мистецтво включало зображення наготи під час хрещення. Коли мистецькі спроби відродилися після епохи Відродження, католицька церква була головним спонсором мистецтва на релігійну тематику, багато з яких включали предмети в різних формах одягу, включаючи повну оголеність. Художники, яких спонсорувала церква, включали Рафаеля, Караваджо та Мікеланджело, але було багато інших. Багато з цих картин і статуй були і продовжують виставлятися в церквах, деякі з яких були розписані як фрески, найвідоміші з яких знаходяться в Сикстинській капелі, розмальовані Мікеланджело.
Сміт (Smith, 1966), обговорюючи 37-й розділ Євангелія від Фоми, зазначає, що ранньохристиянське мистецтво зображує, як і слід було очікувати, Адама і Єву в раю оголеними. Єдині інші старозавітні постаті, які зображені оголеними, — це Йона, що виходить з пащі великої риби, Даниїл, що виходить з лев'ячого лігва, і воскреслий у видінні Єзекіїля з сухих кісток: ці старозавітні сцени з оголеними постатями є саме тими, які вважалися прообразами воскресіння. Серед новозавітних ілюстрацій, окрім сцен хрещення, оголені є лише на одному зображенні воскресіння Лазаря та на одному зображенні Чуда в Кані.
У світлі Виходу 29:26 і 28:42–43 у Біблії, які вчать, що нагота включає в себе все, що оголює тулуб і стегна, методисти консервативного руху святості носять штани або сукні, які підходять вище колін, а також сорочки, що закривають пахви.
У 1981 році Папа Римський Іван Павло II висловив ставлення Католицької Церкви до оголення людського тіла в «Любові та Відповідальності»: «Людське тіло може залишатися оголеним і непокритим і зберігати недоторканою свою велич і свою красу… Наготу як таку не слід ототожнювати з фізичною безсоромністю… Нескромність присутня лише тоді, коли нагота відіграє негативну роль щодо цінності особи… Людське тіло саме по собі не є ганебним… Безсоромність (так само, як сором і скромність) є функцією внутрішнього стану людини».

#### Християнські натуристські секти

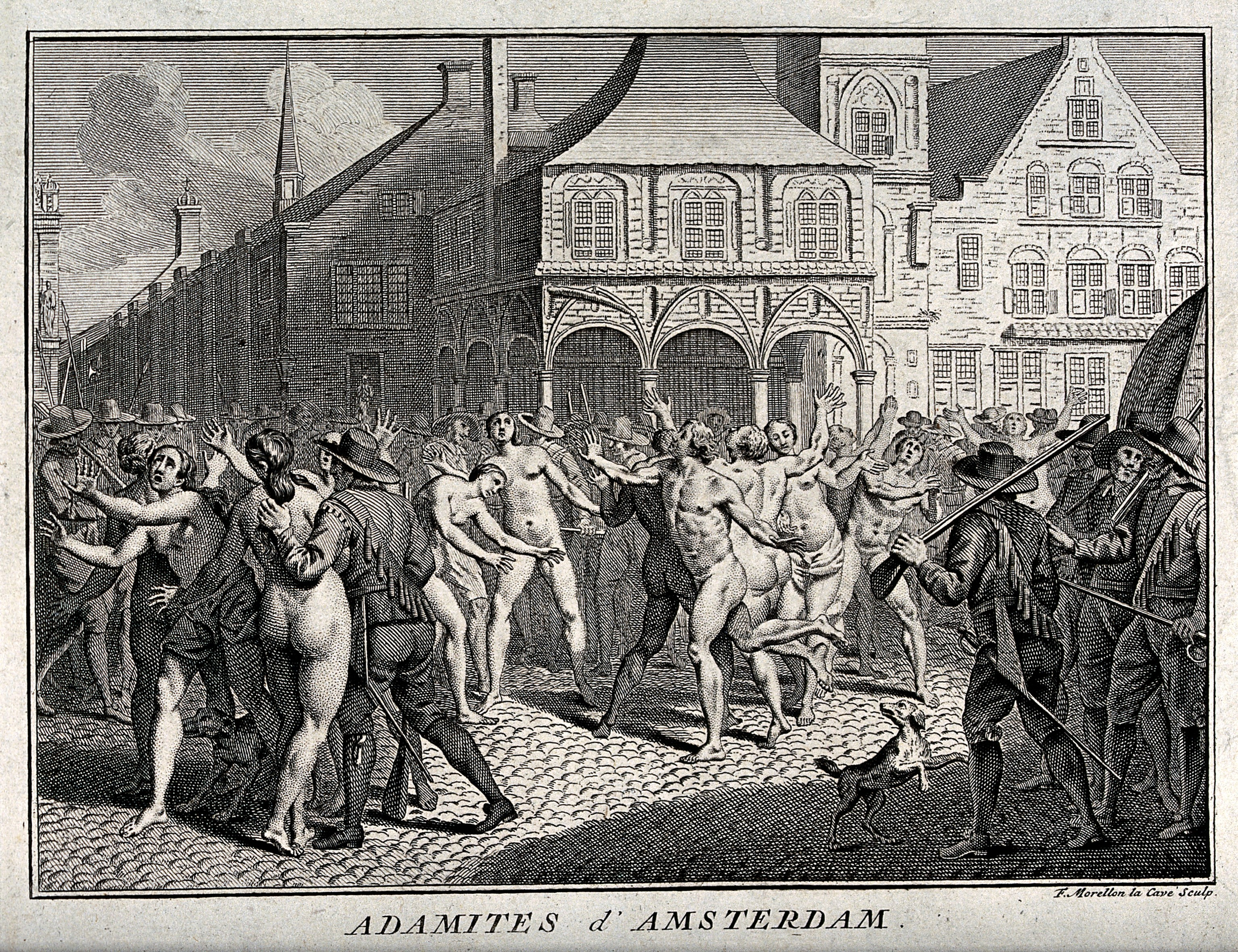
Арешт Адамітів на площі в Амстердамі

Час від часу в християнстві виникають секти, які сприймають наготу в більш позитивному світлі. Наприклад, для адамітів і фридомітів оголеність була невід'ємною частиною їхнього ритуалу. Адаміти, рання християнська секта, практикували «святий нудизм», беручи участь у спільному вигляді. У середні віки доктрини цієї незрозумілої секти були відроджені: у Нідерландах братами вільного духу та таборитами в Богемії та, у більш грубій формі, Бегардами в Німеччині. Скрізь вони зустрічали рішучу опозицію з боку основних християнських церков.
Релігійна секта в Канаді, яка іммігрувала з Росії, «Сини свободи», зайшла настільки далеко в XX столітті (1903–1950-ті роки), що публічно роздягалася на масових публічних демонстраціях на знак протесту проти урядової політики, яка мала на меті їх асимілювати.
Християнський натуризм містить різних членів, пов'язаних з більшістю конфесій. Незважаючи на те, що вірування відрізняються, загальна думка полягає в тому, що велика частина християн неправильно витлумачила події, що стосуються Едемського саду, і Бог був незадоволений тим, що Адам і Єва покривали свої тіла фіговим листям.De Clercq, (2011) стверджує, що значення людської потреби в одязі значно перевищує його теологічне значення.

### Іслам
Практика, відома як покривання жінок у громадських місцях, виникла ще до ісламу в Персії, Сирії та Анатолії. Ісламський одяг для чоловіків охоплює область від талії до колін. У період середньовіччя ісламські норми стали більш патріархальними і були дуже стурбовані цнотливістю жінок до шлюбу та вірністю після шлюбу. Жінки були не тільки завуальовані, але й відокремлені від суспільства, без контакту з чоловіками, які не були близькими родичами, присутність яких визначала різницю між публічним і приватним простором.
Ісламські країни керуються правилами скромності, які забороняють наготу, з відмінностями між п'ятьма школами ісламського права. Найконсервативнішою є школа Ханбалі в Саудівській Аравії та Катарі, де широко поширене носіння жінками нікаба — одягу, що закриває все тіло й обличчя з вузьким отвором для очей. Руки також максимально заховані всередині рукавів. Паранджа, яка в основному обмежена Афганістаном, також має сітчастий екран, який закриває отвір для очей. Для чоловіків, жінок і дітей діють різні правила; і залежать від статі та родинних стосунків інших присутніх. Сунітський учений Юсуф аль-Карадаві стверджує, що слід уникати перегляду інтимних частин тіла будь-якої статі. Для жінок після статевого дозрівання заборона стосується всього тіла, крім рук і обличчя. Проте руки й обличчя можна показувати лише в тому випадку, якщо на них можна дивитися без спокуси. Чоловіки повинні прикриватися від пупка до колін. Сором наказує прикривати статеві органи навіть тоді, коли людина одна. Жіноча сукня не тільки повинна закривати практично все тіло, але не може бути ні прозорою, ні облягаючою, щоб виявляти форму тіла. Коли спостерігачі є близькими родичами, заборони для жінок не стосуються волосся, вух, шиї, верхньої частини грудей, рук і ніг. Такі ж винятки також зроблені для чоловіків, які зустрічаються з жінками, яким вони пропонують шлюб.

## Індійські/дхармічні релігії

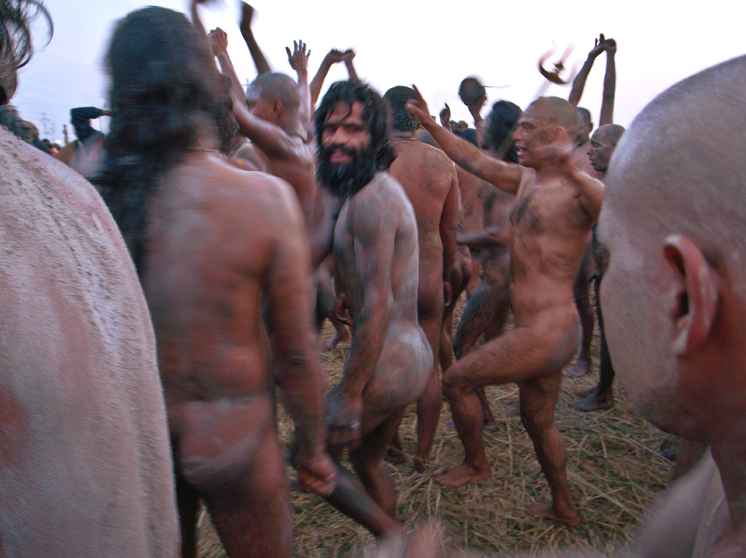
Містики нага, на індуїстській церемонії купання Ардха Кумбх Мела, в Аллахабаді

У стародавніх індійських культурах існувала традиція крайнього аскетизму (очевидно меншин), що включало повну оголеність. Ця традиція продовжувалася від гімнософістів (філософів античності) до певних святих людей (які, однак, можуть посипатися попелом) у сучасному індуїзмі та джайнізмі.
У IV столітті до нашої ери Александр Македонський зіткнувся в Індії з мандрівними групами оголених святих людей, яких він назвав «оголеними філософами» (гр. gymnos: голий; софіст: знання). Філософ Онезікріт досліджував їхні вірування та спосіб життя. Піррон Скептик був вражений і включив наготу у свою філософію. Гімнософісти були індуїстами, але монахи джайністи і адживіки практикували наготу як заяву про те, що вони відмовилися від усіх благ світу.

### Індуїзм

#### Філософська основа
Філософська основа наготи виникає з концепції «Пурушартха» (чотири кінці людського життя). «Пурушартха» (Purusṣārtha) — це «Кама» (насолода), «Артха» (багатство), «Дхарма» (чеснота) і «Мокша» (звільнення). Це «Пурушартха», який спонукає людину до наготи або будь-якого з пов'язаних з нею аспектів або з духовною метою, або з метою насолоди. Практика «Дхарми» (чесноти) приносить хороший результат(и), а непрактикування «Дхарми» призводить до негативного результату(ів).

##### Духовна основа
У духовному аспекті індуїзму нагота символізує зречення вищого типу. Оголена особа або божество (наприклад, на деяких зображеннях Калі) вказує на того, хто позбавлений майї або прихильності до тіла, і того, хто є втіленням нескінченності. Трайланга Свамі, відомий оголений святий Індії, дав пояснення оголеності в релігії такими словами: «Лахірі Махасая подібний до божественного кошеняти, що залишається там, куди його помістила Космічна Мати. Сумлінно виконуючи роль мирської людини, він отримав ту досконалу Самореалізацію, до якої я прагнув, відрікшись від усього — навіть від своєї набедреної пов'язки!»

##### Матеріальна основа
У порівнянні з матеріальним аспектом нагота вважається мистецтвом. Цю точку зору підтримує Шрі Ауробіндо в його книзі «Відродження в Індії». Він говорить про індуїзм у книзі: «Його духовний екстремізм не завадив йому протягом тривалої епохи осягнути життя почуттів та його насолоди, і тут він також прагнув до максимального багатства чуттєвих деталей, глибини та інтенсивності чуттєвого досвіду. Проте варто зазначити, що це прагнення до найпротилежніших крайнощів ніколи не призводило до безладу…» Екстремальні гедоністи та матеріалісти, такі як Чарваки, дуже відверті щодо погоні за чуттєвими насолодами. Вони кажуть: «Мартакамавева пурушартхау» (Багатство і насолода — найвища цінність життя). Існує ще одна шлока на підтримку їхньої точки зору — «Анганалінгананадіяньям сухамева пурушатха» (Чуттєве задоволення, яке виникає від обіймів жінки та інших об'єктів, є найвищим благом або метою). Для негедоністів прагнення до ками (чуттєвих насолод) у поєднанні з дхармою (чеснотами) може бути найвищим ідеалом чи метою життя. Нічого поганого в цьому немає.

#### Виникнення
Деякі з відомих оголених чоловіків і жінок-йогів (святих чоловіків і жінок Індії) індуїзму включають Лаллу Йогішварі (Лаллешварі), Трайланга Свамі, Харіхар Баба, Тота Пурі. Також у біографії святого Горакхнатха є згадки про оголених йогів, які відвідували знаменитий храм Амарнатх у середньовічній Індії.
Серед індуїстських релігійних сект лише садху (монахів) секти нана можна побачити оголеними. Зазвичай вони носять пов'язку на талії, але не завжди; і зазвичай залишаються в своїй Ахарі, або глибокому лісі, або в ізоляції та виходять на публіку лише раз на чотири роки під час Кумбх Мела. Вони мають дуже давню історію та є монахами-воїнами, які зазвичай також носять талвару (меч), тришулу (тризуб), бхалу (спис) або подібну зброю, і в середні віки вели багато війн, щоб захистити індуїстські храми та святині.

### Джайнізм
В Індії монахи Дігамбара відмовляються від будь-якого одягу та практикують наготу. Дігамбара (букв. «одягнений у небо») — одна з двох основних сект джайнізм. Однак секта светамбара «одягнена в біле», а їхні святі статуї носять пов'язку на стегнах.

## Нові релігійні рухи

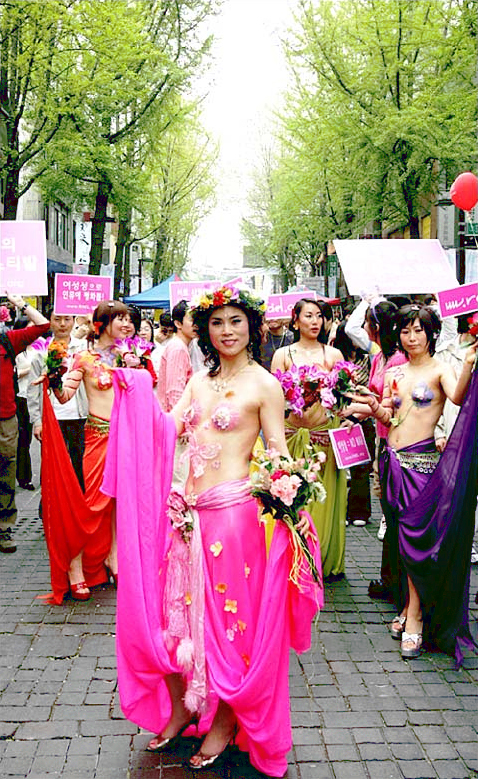
Раелі в Південній Кореї

### Раелізм
У раелізмі нагота не є проблемою. Раелісти в Північній Америці створили GoTopless.org, який організовує демонстрації на підтримку верхньої свободи на основі правового та громадського ставлення до гендерної нерівності. GoTopless спонсорує щорічну акцію протесту «День топлес» (також відомий як «Національний день топлес», «Міжнароднид день топлес» тощо), щоб захистити право жінок ходити топлес із міркувань гендерної рівності.

### Цитування
1. ↑   Genesis 3:74NIV
2. ↑  Tamber-Rosenau, 2017, с. 61.
3. ↑  Tamber-Rosenau, 2017, с. 71.
4. ↑  Tamber-Rosenau, 2017, с. 72.
5. ↑  Kosso та Scott, 2009, с. 171—190.
6. ↑  Irshai, 2015.
7. ↑  Satlow, 1997.
8. ↑  Telushkin, 1977, с. 17-18.
9. ↑  Edwards, 1978, с. 113.
10. 1 2 3 4 5 6  Arnold, Johnathan (21 січня 2022). A Simple Outline for Teaching on Modest Clothing. Holy Joys. Процитовано 24 січня 2022.
11. ↑  Genesis 1:31
12. ↑  Genesis 2:25
13. ↑  Genesis 3:8-10
14. ↑  [[|Revelation]] 3:18
15. ↑  [[|Revelation]] 16:15
16. ↑  Genesis 3:7
17. ↑  Genesis 3:21
18. 1 2  Exodus 20:26
19. 1 2  Exodus 28:42-43
20. ↑  Knights, 1999.
21. ↑  [[|Isaiah]] 20
22. ↑  Hippolytus, 2013, с. 33.
23. ↑  Guy, 2003.
24. ↑  Wolfe, 2011, с. 172.
25. ↑  Wilpert, 1929.
26. ↑  [[|Ezekiel]] 37:1
27. ↑  Wojtyla, 2013.
28. ↑  Havey, 1907.
29. ↑  The Spirit Wrestlers. Jim Hamm Productions. 2006. Процитовано 23 червня 2021.
30. ↑  Johnson, Ian B. What Do The First Three Chapters Of Genesis Teach About Clothing?. Fig Leaf Forum. Процитовано 14 березня 2013.
31. ↑  Lindsay, 2005, с. 173.
32. ↑  Al-Absi, 2018.
33. ↑  Mughniyya, n.d.
34. ↑  al-Qaradawi, 2013, с. 150—151.
35. ↑  al-Qaradawi, 2013, с. 77.
36. ↑  al-Qaradawi, 2013, с. 82—83.
37. ↑  al-Qaradawi, 2013, с. 155—157.
38. ↑  al-Qaradawi, 2013, с. 169—171.
39. 1 2  Jain sects. BBC. 11 вересня 2009. Процитовано 1 серпня 2012.
40. ↑  Sanyal, 1999, с. 9, 14—15.
41. ↑  ??. Srinvantu Magazine. College Street, Kolkata. 8 червня 2018. с. 26 and 28.
42. ↑  Vedantaprana, 2015, с. 16.
43. ↑  Yogananda, 1997, с. 288.
44. ↑  Sanyal, 1999, с. 53.
45. ↑  Sanyal, 1999, с. 54.
46. ↑  Sanyal, 1999, с. 15.
47. ↑  Yogananda, 1997, с. 195.
48. ↑  Sankarnath, 1980, с. 187, 251.
49. ↑  Sankarnath, 1980, с. 16.
50. ↑  Crooke, 1919.
51. ↑  Siddharth, 2013.
52. ↑  Sharma та Sharma, 2004, с. 262.
53. ↑  Moye, 2014.

### Подальше читання
- Ableman, Paul (1982). Anatomy of nakedness. Orbis Pub. ISBN 978-0-85613-175-2.
- Basham, Arthur Llewellyn (1951). History and Doctrines of the Ajivikas, a Vanished Indian Religion. Motilal Banarsidass. ISBN 978-81-208-1204-8.
- Biaggi, Cristina (1986). The Significance of the Nudity, Obesity and Sexuality of the Maltese Goddess Figures. У Anthony Bonanno (ред.). Archaeology and Fertility Cult in the Ancient Mediterranean: Papers Presented at the First International Conference on Archaeology of the Ancient Mediterranean, University of Malta, 2-5 September 1985. John Benjamins Publishing. ISBN 90-6032-288-6.
- Crooke, W. (Jul–Dec 1919). Nudity in India in Custom and Ritual. The Journal of the Royal Anthropological Institute of Great Britain and Ireland. Royal Anthropological Institute of Great Britain and Ireland. 49: 237—251. doi:10.2307/2843441. JSTOR 2843441.
- Ferguson, Everett (2009). Baptism in the Early Church: History, Theology, and Liturgy in the First Five Centuries. Wm. B. Eerdmans Publishing. ISBN 978-0-8028-2748-7.
- Keller, Sharon R. (Winter 1993). Aspects of Nudity in the Old Testament. Source: Notes in the History of Art. Ars Brevis Foundation, Inc. 12 (2): 32—36. doi:10.1086/sou.12.2.23202933. JSTOR 23202933. S2CID 191415598.
- Kyriakidis, Evangelos (1997). Nudity in Late Minoan I Seal Iconography. Kadmos. 36 (2). doi:10.1515/kadm.1997.36.2.119. ISSN 0022-7498. S2CID 162354519.
- Le, Dan (2012). The Naked Christ: An Atonement Model for a Body-Obsessed Culture. Wipf and Stock Publishers. ISBN 978-1-61097-788-3.
- Marinatos, Nanno (2002). Goddess and the Warrior: The Naked Goddess and Mistress of the Animals in Early Greek Religion. Routledge. ISBN 978-1-134-60148-6.
- Meggitt, Justin (24 січня 2011). Naked Quakers. Fortean Times. Архів оригіналу за 26 серпня 2014. Процитовано 23 серпня 2014.
- Miles, Margaret R. (2006). Carnal Knowing: Female Nakedness and Religious Meaning in the Christian West. Wipf and Stock Publishers. ISBN 978-1-59752-901-3.
- Moon, Warren G. (Winter 1992). Nudity and Narrative: Observations on the Frescoes from the Dura Synagogue. Journal of the American Academy of Religion. 60 (4): 587—658. doi:10.1093/jaarel/lx.4.587. JSTOR 1465587.
- Mormando, Franco (2008). Nudus Nudum Christum Sequi: The Franciscans and Differing Interpretations of Male Nakedness in Fifteenth-Century Italy. Fifteenth Century Studies. 33: 171. Архів оригіналу за 19 серпня 2014.
- Randolph, Vance (Oct–Dec 1953). Nakedness in Ozark Folk Belief. The Journal of American Folklore. American Folklore Society. 66 (262): 333—339. doi:10.2307/536729. JSTOR 536729.
- Riley, Gregory J. (2011). A Note on the Text of Gospel of Thomas 37. Harvard Theological Review. 88 (1): 179—181. doi:10.1017/S0017816000030443. ISSN 0017-8160. S2CID 170566284.
- Schafer, Edward H. (June 1951). Ritual Exposure in Ancient China. Harvard Journal of Asiatic Studies. Harvard-Yenching Institute. 14 (1/2): 130—184. doi:10.2307/2718298. JSTOR 2718298.
- Smith, Alison (1996). The Victorian Nude: Sexuality, Morality, and Art. Manchester University Press. ISBN 978-0-7190-4403-8.
- Squire, Michael (2011). The Art of the Body: Antiquity and Its Legacy. I.B.Tauris. ISBN 978-1-84511-931-7.